# 书同文
書同文指語言在書寫方面的標準化、筆談時用同一種符號體系、或者不同語言或方言共享同樣的文字體系（即用同一套表意文字的字形与字义来书写各自的母语，如中日韓統一表意文字）。
在中國歷史上最早的書同文被普遍認為是秦始皇在吞併六國後为推行中央集权的郡县制而用秦国小篆作为正统汉字字体取缔所有其它战国变种篆体的政策。但随着毛笔的发明和普及，在秦朝末年基本上已经发生隶变，由与现代汉字已无大异的隶书取代了小篆成为通用文体，为日后历朝历代文字的统一奠定了基础。
在19世紀前的東亞，朝鲜、日本及越南的文人因為受汉文化影响有与中國共享漢字的書寫傳統，互相之间認為是「同文之國」；而此文除了文字的書寫體系相同外，也包括同一种文明体系的意思。